# Apfotade råttor
Apfotade råttor (Pithecheir) är ett släkte i underfamiljen möss bland gnagarna. Släktet bildas av två arter.

## Beskrivning
Dessa möss når en kroppslängd (huvud och bål) mellan 12 och 18 centimeter samt en svanslängd av 16 till 22 centimeter. Vikten varierar mellan 60 och 150 gram. Den långa mjuka pälsen har på ovansidan en rödbrun färg, sidorna är mer ljusbruna och buken är vitaktig. Arternas bakre extremiteter är anpassade för livet i träd, stortån liknar en tumme och är motsättlig, själva tummen är däremot ganska liten. Den långa svansen används som gripverktyg. Antalet spenar hos honor är fyra.
Apfotade råttor förekommer i Sydostasien på Malackahalvön och på Java. Deras habitat är täta skogar upp till 1 600 meter över havet. De är aktiva på natten och vilar på dagen i självbyggda bon av blad. Bon göms bland grenar eller i trädens håligheter 2 till 3,5 meter ovanför marken. Individerna har särskilt bra förmåga att klättra och de vistas främst i träd. Födan utgörs av gröna växtdelar. Exemplar i fångenskap åt även syrsor.
Hos Pithecheir parvus förekommer kullar med två ungar under alla årstider och hos den andra arten registrerades en unge per kull mellan april och september. I fångenskap kan individerna leva tre år.

## Systematik
Wilson & Reeder (2005) uppkallar en släktgrupp efter apfotade råttor, den så kallade Pithecheir-släktgruppen. Till släktgruppen som är utbred i Sydostasien räknas även släktena Eropeplus, Lenomys, Lenothrix och Margaretamys samt arten Pithecheirops otion.
Släktets arter är:
- Pithecheir melanurus förekommer bara i västra delen av ön Java.
- Pithecheir parvus lever på Malackahalvön.

IUCN listar P. melanurus som sårbar (vulnerable). P. parvus listas med kunskapsbrist (data deficient).